# Hebdomon

Los alrededores de la Constantinopla bizantina

Hebdomon

El Hebdomon (en griego Έβδομον [μίλιον], «séptimo [hito miliario]») era un barrio de Constantinopla en la época bizantina, ubicado a siete millas romanas del Milion (env. 10 km), es decir a 4 km fuera de los muros, sobre la Vía Egnatia, al borde del Mar de Mármara. Albergaba varios palacios e iglesias, era el punto de partida de los desfiles triunfales del imperio hacia la Puerta de Oro de la capital. Hasta 1922, el lugar estaba ocupado por la aldea griega de Makrochorion. Hoy el lugar se llama Bakırköy.

## Historia
Desde el siglo IV, el ejército acampaba en este sitio, sobre un ancho espacio llamado Kampos (nombre inspirado en el Campus Martius de Roma), y el emperador se presentaba a los soldados sobre una plataforma, el Tribunal, sobre la que Valente fue proclamado emperador en 364, y a la cual hizo dar luego una elevación monumental. La fachada presentaba nichos con estatuas de emperadores. Constantino I había hecho edificar una iglesia con planta basilical dedicada a san Juan Evangelista; bajo Teodosio I, otra consagrada a san Juan Bautista se construyó para albergar un cráneo atribuido al santo, traído de Calcedonia en 391 (inaugurada el 12 de marzo de 392). Esta última fue reconstruida bajo Justiniano I según un plano octogonal análogo al de la San Vital de Rávena, con una cúpula.
A fines del siglo IV, bajo el imperio de Justiniano I, se acondicionó un puerto. El palacio de la Magnaura del Hebdomon (que tenía el mismo nombre que un edificio del Gran palacio de Constantinopla) se edificó bajo el reinado de Marciano; allí se hacía la ceremonia ante el senado al regresar el emperador de una campaña militar victoriosa. Justiniano I hizo erigir otro palacio llamado Jucundianæ o Secundianæ, con un mirador que daba al mar. Bajo el mismo reinado se añadieron foros, pórticos y baños. Había también dos fortalezas a uno y otro lado del puerto: al este el Kastellion Stroggulon o Kyklobion (fortaleza circular), al oeste el castillo de las theodosianæ (que servía de cuartel a la tropa de élite de los theodosiani). Otras cinco iglesias se mencionan en los textos: una dedicada a santa Teodota de Nicea, construida bajo Justino I; otra construida para recibir las reliquias del profeta Samuel llevadas a Constantinopla entre 406 y 408, pero que se derrumbó durante el gran sismo de 557 y no parece haber sido restaurada; otras a san Benjamín, a los santos Menas y Meneo y a los santos niños mártires muertos con el obispo Babil de Antioquía.
Estos acondicionamientos de la Antigüedad tardía padecieron mucho las incursiones árabes de los años 674-677, tras el asedio de 717/718, luego de la campaña militar del kan búlgaro Krum en 813. Grandes trabajos de renovación tuvieron lugar bajo el reinado de Basilio I de Macedonia, y sobre todo la iglesia San Juan Bautista, que estaba en ruina, fue restaurada. En el siglo X, si se da crédito al De ceremoniis de Constantino Porfirogéneta, había conservado su importancia, sobre todo para la recepción de los emperadores que volvían de sus campañas.
Un equipo francés realizó una campaña de excavación en 1921-23 (en tiempos del Cuerpo de ocupación francesa de Constantinopla), bajo la dirección de Robert Demangel. Entonces se sacaron a la luz los restos del Tribunal (con la fachada con nichos) y los de la iglesia San Juan Bautista (desaparecidos en 1965 al construirse un hospital). Se han encontrado varios fragmentos arquitectónicos (como una columna en granito con una inscripción dedicada Teodosio II) y partes de galerías subterráneas, etc. Se conocen cinco cisternas bizantinas en el área, dos cubiertas (una aún en muy buen estado).